# Lawson Craddock
Gregory „Lawson“ Craddock (* 20. Februar 1992 in Houston) ist ein ehemaliger US-amerikanischer Radrennfahrer.

## Werdegang
Im Jahr 2008 wurde Craddock auf der Bahn US-amerikanischer Meister im Scratch und im Punktefahren der Jugend. In der Juniorenklasse gewann er auf der Straße bei den Weltmeisterschaften 2009 die Silbermedaille im Einzelzeitfahren. In dieser Disziplin wurde er 2010 Weltmeisterschaftsdritter der Junioren und gewann die nationalen Juniorentitel im Zeitfahren und Straßenrennen.
Bei den Erwachsenen schloss sich Craddock 2011 dem UCI Continental Team Trek-Livestrong an und gewann für diese Mannschaft mit einer Etappe des Triptyque des Monts et Châteaux sein erstes internationales Rennen der Eliteklasse. Im Jahr 2014 wechselte er zum UCI WorldTeam Giant. Er bestritt mit der Vuelta a España 2014 seine erste Grand Tour, beendete das Rennen aber nicht. Bei der Vuelta a España 2015 wurde er 42.
Anschließend wechselte Craddock zur Mannschaft EF Education First-Drapac. Er erfuhr bei der Tour de France 2018 große Aufmerksamkeit, als er auf der 1. Etappe sich bei einem Sturz das Schulterblatt brach und trotzdem die Tour de France als Letzter der Gesamtwertung beendete. Für jede Etappe, die er beendete, spendete er 100 $ an das durch den Hurrikan Harvey überflutete Alkek Velodrome in Houston. Seiner Aktion schlossen sich zahlreiche Fans an, so dass schon nach wenigen Tagen der Betrag von 45.000 $ gesammelt wurde.
In den Jahren 2021 und 2022 wurde Lawson Craddock US-amerikanischer Zeitfahrmeister, wobei er den zweiten Titel nach seinem Wechsel zum australischen Team BikeExchange-Jayco (später Jayco AlUla) holte. Im Jahr 2024 beendete er im Alter von 32 Jahren seine Karriere. Insgesamt betritt Lawson Craddock zehn Grand Tours und ging dreimal bei der Tour de France an den Start. Weiters vertrat er die USA bei den Olympischen Sommerspielen von Tokio.

## Erfolge
2009
- Weltmeisterschaft – Einzelzeitfahren (Junioren)

2010
- Gesamtwertung und zwei Etappen Trofeo Karlsberg
- US-amerikanischer Meister – Einzelzeitfahren (Junioren)
- US-amerikanischer Meister – Straßenrennen (Junioren)
- Weltmeisterschaft – Einzelzeitfahren (Junioren)

2011
- eine Etappe Le Triptyque des Monts et Châteaux
- eine Etappe Tour de la Guadeloupe

2012
- Panamerikameisterschaft – Einzelzeitfahren (U23)
- eine Etappe Tour of the Gila

2013
- eine Etappe Le Triptyque des Monts et Châteaux

2018
- Bergwertung Settimana Internazionale

2019
- Mannschaftszeitfahren Tour Colombia
- eine Etappe Tour of Utah

2020
- Mannschaftszeitfahren Tour Colombia

2021
- US-amerikanischer Meister – Einzelzeitfahren

## Grand-Tour-Platzierungen
| Grand Tour            | 2014 | 2015 | 2016 | 2017 | 2018 | 2019 | 2020 | 2021 | 2022 | 2023 | 2024 |
| --------------------- | ---- | ---- | ---- | ---- | ---- | ---- | ---- | ---- | ---- | ---- | ---- |
| Giro d’ItaliaGiro     | –    | –    | –    | –    | –    | –    | DNS  | –    | 107  | –    | –    |
| Tour de FranceTour    | –    | –    | 124  | –    | 145  | –    | –    | –    | –    | 84   | –    |
| Vuelta a EspañaVuelta | DNF  | 42   | –    | –    | –    | 59   | –    | 69   | 55   | –    | –    |